# Corneille van Nerven

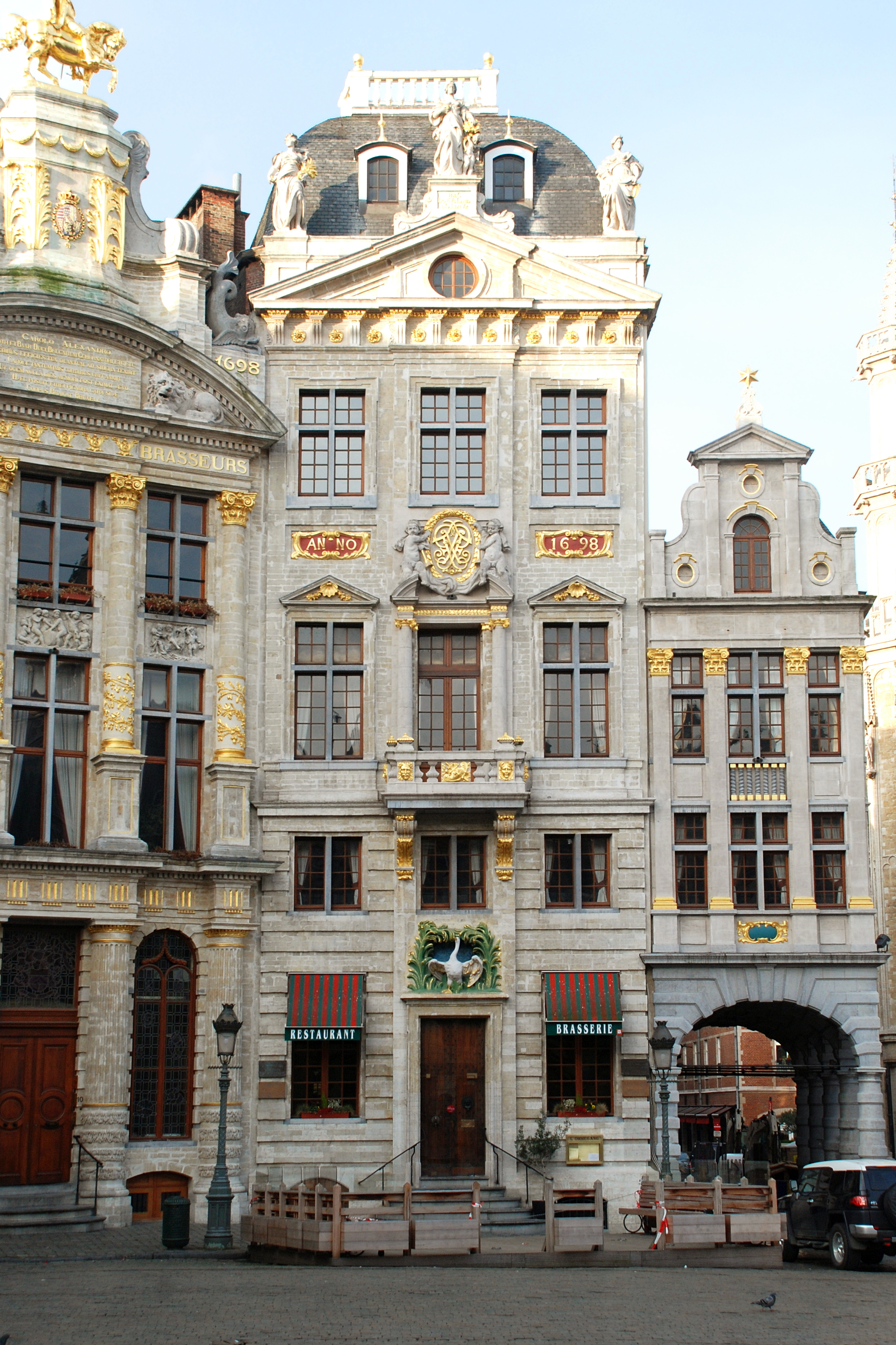
Maison du Cygne.

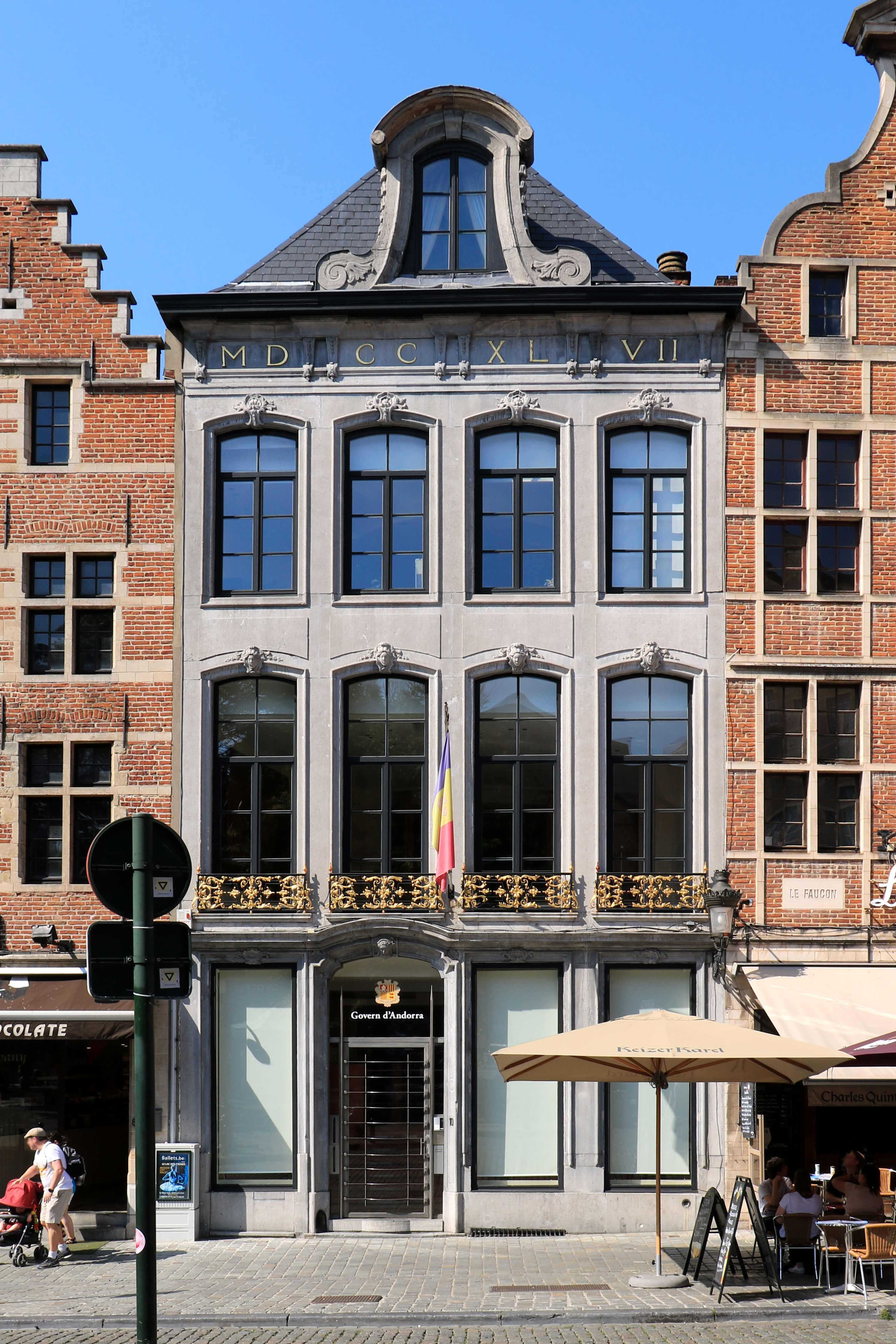
Rue de la Montagne n°10 : maison de style rococo attribuée à Corneille van Nerven.

Corneille van Nerven (en néerlandais : Cornelis van Nerven, né vers 1660 et mort en 1715, est un architecte-sculpteur bruxellois.

## Biographie
Comme c'est le cas pour la plupart des artistes ayant œuvré à la reconstruction de la Grand-Place de Bruxelles, pourtant reconnue comme patrimoine mondial de l'humanité par l'UNESCO, ceux-ci n'ont pas attiré l'attention des historiens d'art et à part leur nom on ne connait pas grand-chose à leur sujet, c'est ainsi que l'œuvre de Corneille van Nerven était jusqu'à récemment recouvert d'un profond brouillard.
Ce vide est désormais comblé grâce aux recherches récentes de Jean-Louis Van Belle et de Jan Caluwaerts qui ont redonné à cet artiste ses dimensions réelles, ont mis en lumière son œuvre, et fait découvrir son entourage et son contexte.
Il fut élève de Jean van Delen.
Il fut admis comme maître dans le métier des Quatre-Couronnés de Bruxelles en 1696.

## Son œuvre
De lui, les plans de la « Maison du Cygne » sur la Grand-Place de Bruxelles (le Forum Maximum comme l'écrivaient pompeusement les cartographes, ou encore le Nedermerckt comme on disait alors), et ceux de la « Petite Boucherie », dans la rue du Marché aux Herbes.
Les trois ailes de style classique (style Louis XIV) de l'Hôtel de ville de Bruxelles sont de lui également.
Esprit moderne, il avait abandonné le style « baroque flamand » pour le nouveau style à la mode, plus sobre, dit de nos jours style Louis XIV. Sans doute eut-il des contacts avec Boffrand de passage à Bruxelles et ami de Maximilien-Emmanuel de Bavière.

## Tombeau
Corneille van Nerven a été enterré avec sa mère dans l'église Sainte-Gudule sous une pierre sépulcrale avec l'inscription suivante de forme pyramidale :
D.O.M.
+
Et piæ
Memoriæ
Mariæ Marchant
Viduæ
Michlis Van Nerven
Eorum Filius Cornelius
Huius Basilicæ Architectus
sibi et posteris C.P.R.I.P.